# Laura Wienroither
Laura Wienroither (Vöcklabruck, 13 januari 1999) is een Oostenrijks voetbalspeelster. Ze komt als verdediger uit voor Manchester City in de Super League.

## Clubcarrière
Wienroither begon in 2005 met voetballen bij TSV Frankenburg in Frankenburg am Hausruck. Hierna voetbalde ze in haar geboorteland voor Union Kleinmünchen in Linz en SV Neulengbach uit de Oostenrijkse deelstaat Niederösterreich. In de zomer van 2017 maakte ze de overstap naar ÖFB-Frauenliga club SKN Pölten. Tegelijkertijd studeerde ze media- en communicatiewetenschappen.
Samen met ploeggenoten Katarina Naschenweng en Jennifer Klein maakte ze in de zomer van 2018 de overstap naar het Duitse TSG 1899 Hoffenheim, waar ze trainde onder de hoede van Jürgen Ehrmann. In februari 2019 maakte Wienroither haar debuut in de Bundesliga in een wedstrijd tegen FC Bayern München.In april 2020 verlengde ze haar contract bij de club uit Sinsheim tot medio 2022. In de kwalificatiereeks voor de UEFA Women’s Champions League 2021/22 tegen FC Rosengård in augustus 2021 maakte Wienroither de tweede treffer in de met 3-0 gewonnen wedstrijd op de Zweedse club. In september 2021 maakte ze in een competitiewedstrijd tegen 1. FC Köln de 2-1 in de 77ste minuut.
In januari 2022 maakte Wienroither de overstap naar de Engelse topclub Arsenal WFC waar ze teamgenote werd van haar landgenoten Manuela Zinsberger en Viktoria Schnaderbeck. In november 2022 maakte ze haar debuut in de Super League in een wedstrijd tegen Manchester United. Bij de verkiezing voor Oostenrijks voetballer van het jaar eindigde Wienroither op de vijfde plaats met evenveel punten als Annabel Schasching.
In mei 2023 liep Wienroither een kruisbandblessure op. In maart 2024 keerde ze terug in de wedstrijdselectie van Arsenal. In juni 2024 verlengde Wienroither haar contract tot medio 2026 in Londen. In januari 2025 werd ze voor de rest van het seizoen 2024/25 uitgeleend aan competitiegenoot Manchester City WFC, waar ze de eerste Oostenrijkse speelster ooit werd.
Op 16 augustus 2025 tekende Wienroither een tweejarig contract bij Manchester City, waarmee ze de definitieve overstap naar The Citizens maakte.

## Statistieken
| Seizoen | Club                | Land      | Competitie   | Wedstrijden | Doelpunten |
| ------- | ------------------- | --------- | ------------ | ----------- | ---------- |
| 2018/19 | TSG 1899 Hoffenheim | Duitsland | Bundesliga   | 5           | 0          |
| 2019/20 | TSG 1899 Hoffenheim | Duitsland | Bundesliga   | 8           | 0          |
| 2020/21 | TSG 1899 Hoffenheim | Duitsland | Bundesliga   | 16          | 0          |
| 2021/22 | TSG 1899 Hoffenheim | Duitsland | Bundesliga   | 11          | 1          |
| 2022/22 | Arsenal             | Engeland  | Super League | 8           | 0          |
| 2022/23 | Arsenal             | Engeland  | Super League | 17          | 1          |
| 2023/24 | Arsenal             | Engeland  | Super League | 4           | 0          |
| 2024/25 | Arsenal             | Engeland  | Super League | 1           | 0          |
| 2024/25 | Manchester United   | Engeland  | Super League | 5           | 0          |
| 2025/26 | Manchester United   | Engeland  | Super League | 0           | 0          |
| Totaal  | Totaal              | Totaal    | Totaal       | 93          | 4          |

Laatste update: 16 augustus 2025

## Interlandcarrière
Wienroither maakte haar debuut voor het Oostenrijkse nationale team in maart 2018 in een wedstrijd tegen Wales op de Cyprus Women's Cup door in de basis te starten. In de 78ste minuut werd ze door bondscoach Dominik Thalhammar gewisseld voor Katharina Schiechtl.
In 2022 werd Wienroither door bondscoach Irene Fuhrmann opgenomen in de selectie voor het EK 2022 in Engeland Voorafgaande aan de eerste groepswedstrijd tegen gastland Engeland werd Wienroither positief getest op COVID-19 waardoor ze verstek moest laten in de openingswedstrijd van het eindtoernooi. In het volgende groepsduel tegen Noorwegen was Wienroither weer van de partij en begon ze in de basisopstelling. Wienroither en haar landgenoten haalden de achtste finales op het eindtoernooi, waarin Duitsland te sterk was.